# Salix lucida
Salix lucida es una especie de sauce perteneciente a la familia de las salicáceas. Es nativa del norte y oeste de Norteamérica, donde se encuentra en los hábitat húmedos.

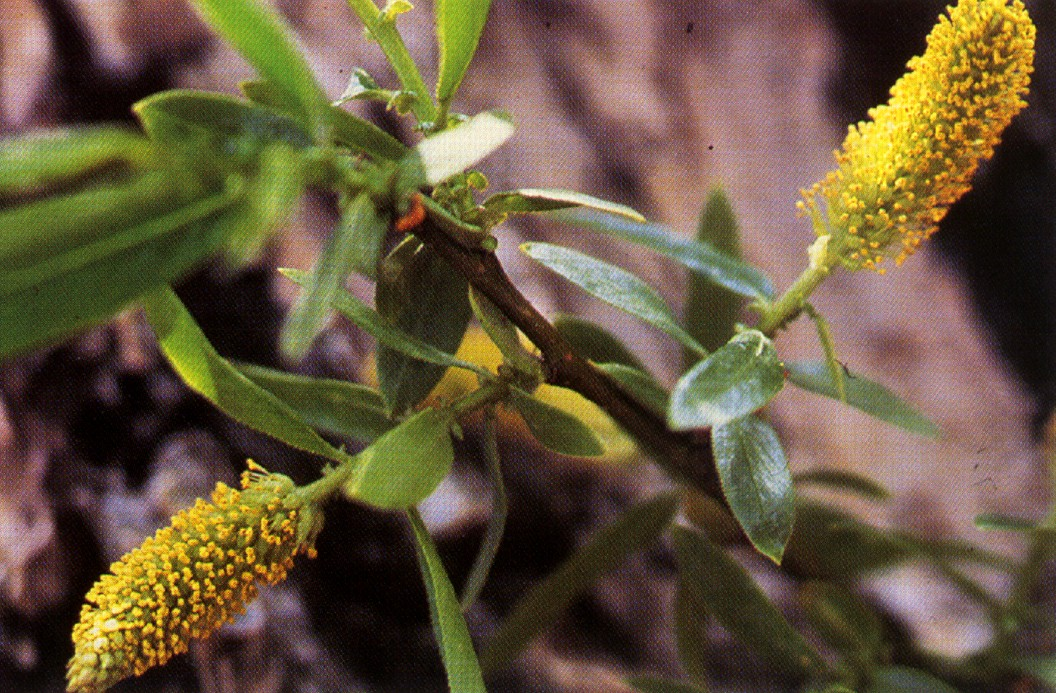
Detalle de los amentos

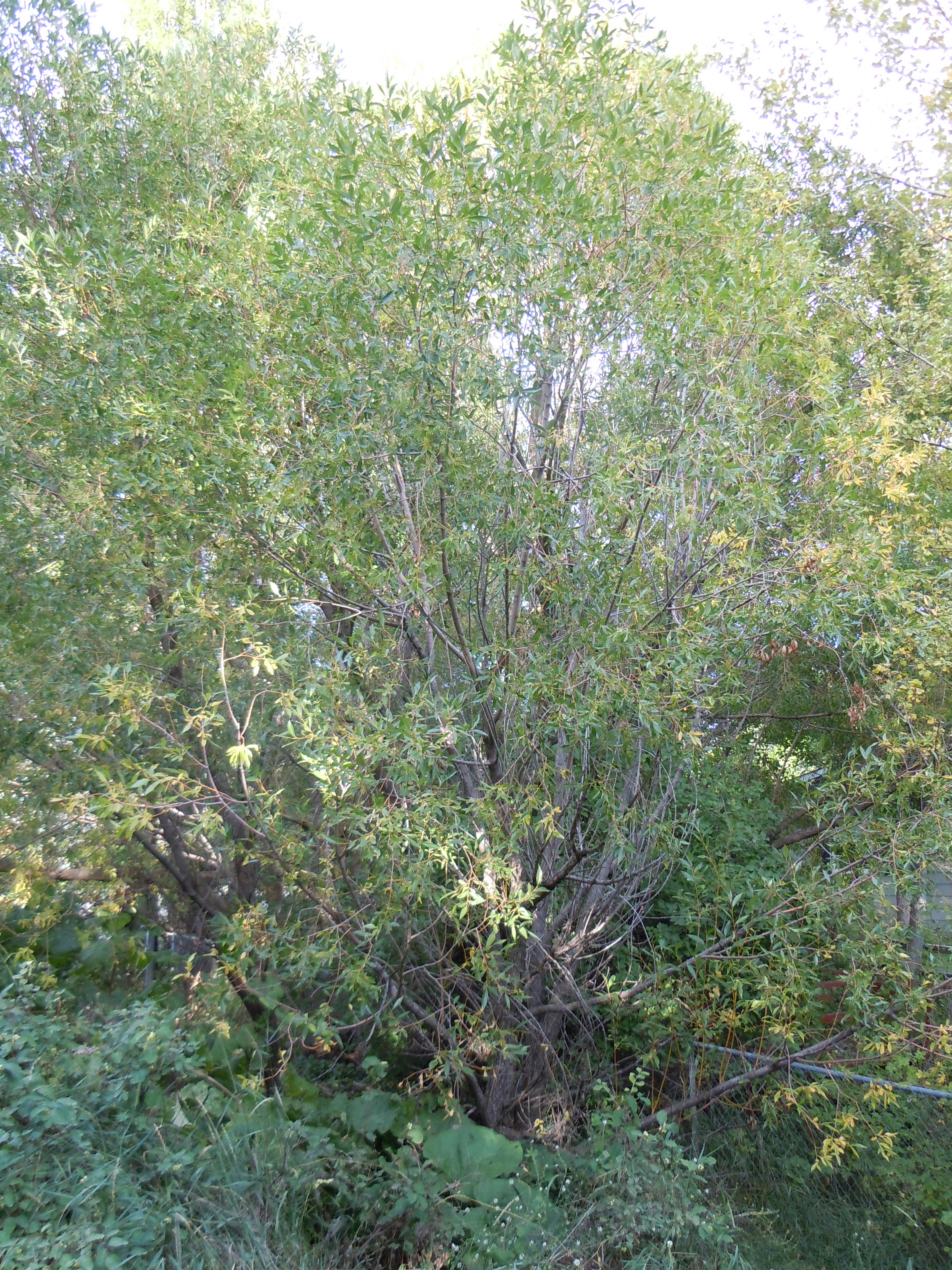
Vista de la planta

## Descripción
Es un gran arbusto o pequeño árbol de hoja caduca que alcanza un tamaño  4-11 m de altura. Los brotes son de color marrón verdoso a gris-café. La hojas son estrechas elípticas a lanceoladas, de 4-17 cm de largo y 1-3.5 cm de ancho, de color verde oscuro brillante por el haz, generalmente de color verde glauco a continuación, sin pelo o peludo en rodajas finas. Las flores son de color amarillo y se producen en amentos de 1-9 cm de largo,  a finales de primavera después de que las hojas nazcan. Está estrecamente relacionada con Salix pentandra de Europa y Asia.

## Taxonomía
Salix lucida fue descrita por Gotthilf Henry Ernest Muhlenberg y publicado en Der Gesellsschaft Naturforschender Freunde zu Berlin, neue Schriften 4: 239, pl. 6, f. 7, en el año 1803.
Etimología
Salix: nombre genérico latino para el sauce, sus ramas y madera.
lucida: epíteto latino que significa "brillante".
Subespecies
Hay dos o tres subespecies:
- Salix lucida subsp. lucida. Terranova oeste hasta el este de Saskatchewan , y el sur de Maryland y Dakota del Sur .
- Salix lucida subsp. lasiandra (Benth.) E. Murray (sin. S. lasiandra Benth.). Alaska a  Territorio del noroeste y el sur de California y Nuevo México .
- Salix lucida subsp. caudata (Nutt.) E. Murray. Interior occidental de América del Norte desde el este de la Columbia Británica hacia el sur hasta el este de California y Nevada.

Sinonimia
- Pleiarina lucida (Muhl.) N. Chao & G.T. Gong
- Salix arguta-erythrocoma Andersson
- Salix lucida var. lucida
- Salix lucida var. angustifolia Andersson
- Salix lucida f. pilosa Andersson
- Salix pentandra var. lucida (Muhl.) Kuntze[8]